# Lithothamnion scabiosum
Lithothamnion scabiosum (Harvey) Foslie  é o nome botânico  de uma espécie de algas vermelhas  pluricelulares do gênero Lithothamnion, subfamília Melobesioideae.
- São algas marinhas encontradas no Brasil.

## Sinonímia
- Não apresenta sinônimos.